# Kurtziella cerina
Kurtziella cerina is een slakkensoort uit de familie van de Mangeliidae. De wetenschappelijke naam van de soort is voor het eerst geldig gepubliceerd in 1851 door Kurtz & Stimpson.